# Christian Bode (Wissenschaftsmanager)
Heinz Christian Bode (* 1942 in Cottbus) ist ein ehemaliger deutscher Wissenschaftsmanager. Er war Generalsekretär des Deutschen Akademischen Austauschdienstes (DAAD) in Bonn.

## Leben
Bode studierte Rechtswissenschaften an den Universitäten Bonn, Berlin und Kiel. Nach den beiden Staatsexamina (1967 und 1971) und der Promotion (1971) arbeitete er von 1972 bis 1982 als Referent im Bundesministerium für Bildung und Wissenschaft (zunächst in der Hochschulabteilung, dann als Leiter der Planungsgruppe). Von 1982 bis 1990 war Bode Generalsekretär der Westdeutschen Rektorenkonferenz in Bonn und wechselte schließlich am 1. August 1990 in gleicher Funktion zum DAAD, bei dem er bis zum 30. September 2010 tätig war. Seine Nachfolge trat am 1. Oktober 2010 Dorothea Rüland an.

## Auszeichnungen
- 1995: Ehrendoktor der University of Birmingham[1]
- 1998: Chevalier de l' Ordre national du Mérite
- 1999: Medaille für Verdienste im Bildungswesen der Sozialistischen Republik Vietnam
- 2000: Ehrendoktor der Universität von Gezira (Sudan)
- 2001: Ehrendoktor der Technischen Universität der Mongolei
- 2002: Ehrendoktor der Universität Khartum
- 2003: Officer of the Order of the British Empire
- 2007: Cassandra Pyle Award
- 2008: Ehrenprofessur der Tongji-Universität in Shanghai
- 2009: Ehrenmedaille des Institute for International Education
- 2010: Goldener Ehrenring der TU München[2]
- 2011: Ehrendoktor der Universität Pablo de Olavide, Sevilla[3]
- 2013: Bundesverdienstkreuz 1. Klasse[4]

## Schriften
- Die Zuständigkeit des Bundes zur Förderung der wissenschaftlichen Forschung. Dissertation. 1971.
- mit Kay Hailbronner, Max-Emauel Geis (Bearb.): Kommentar zum Hochschulrahmengesetz. Müller, Heidelberg 1978, ISBN 3-8114-1054-7.
- mit Ulrich Teichler (Hrsg.): Das Hochschulwesen in der Bundesrepublik Deutschland. Studien-Verlag, Weinheim 1990, ISBN 3-89271-206-9.
- mit Christian Flämig (Hrsg.): Handbuch des Wissenschaftsrechts, 2. Auflage. Springer, Berlin, New York 1996, ISBN 3-540-61129-0.

Bode ist Mitherausgeber mehrerer Sammelwerke und Autor hochschulpolitischer Aufsätze. 